# Оміне
Оміне (яп. 大峰山大峰山) — священна гора вчення сюгендо в Японії (префектура Нара); є частиною об'єкта Світової спадщини ЮНЕСКО в горах Киї.
Інша назва — Сандзьогадаке (яп. 山上ヶ岳山上ヶ岳).

## Історія

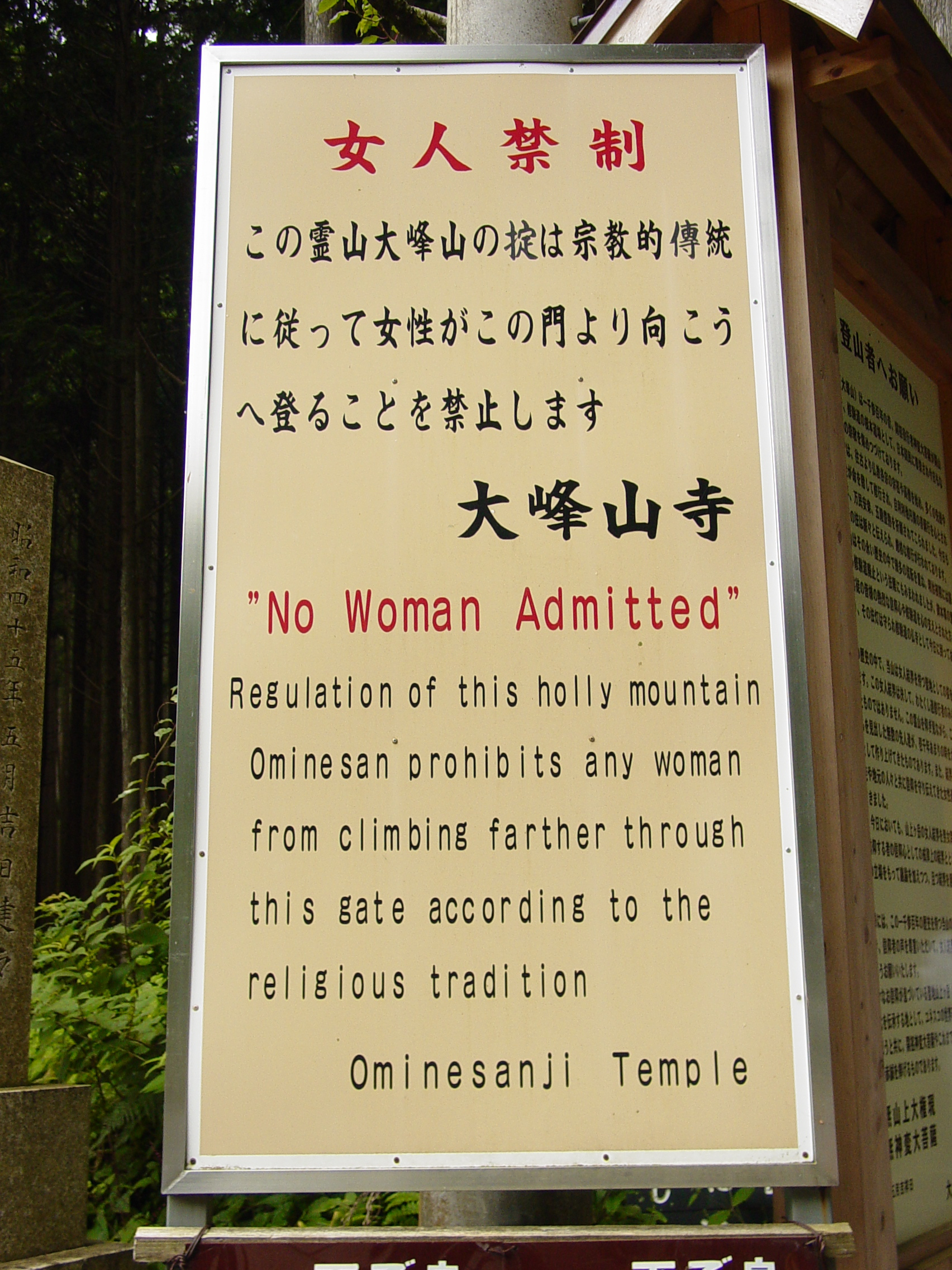
Оголошення про заборону жінкам підніматися на гору Оміне

Ямабусі піднімалися на Оміне починаючи з IX століття. Їхні релігійні уявлення допускають, що підйом на гору дозволяє піднятися над своїми земними проблемами й наблизитися до духовного світу. За легендою, саме в цих місцях засновник сюгендо Ен-но Гьодзя викликав гонген бодгісаттви Дзао; він же заснував монастир Оминесан-дзі.
Як об'єкт особливого шанування послідовників сюгендо і місце розташування храму Оминесан-дзі, гора залишається єдиним місцем в Японії, закритим для відвідування жінкам з релігійних причин, незважаючи на дію прийнятого в 1872 році закону, який скасовував подібні заборони. Заборона діє тринадцять століть, бо гора є об'єктом культу; на початку кожного підйому на гору висять відповідні оголошення. Власне ченці при цьому стверджують, що мета заборони не в дискримінації жінок, а в збереженні багатовікової традиції.
Закон 1872 року як частина політики Реставрації Мейдзі забороняв всілякі ритуали на горах, і ямабусі після його прийняття почали проводити свої ритуали таємно. Після закінчення Другої світової війни монахи повернулися на Оміне відкрито і відродили монастир.
З 2004 року комплекс релігійних об'єктів в горах Киї, разом з горою Оміне, був внесений в перелік об'єктів Світової спадщини ЮНЕСКО.

## Географія
Висота Оміне становить 1719 метрів. Гора розташована на півдні префектури Нара і є частиною гірського масиву Киї, розташованого на півострові Киї острова Хонсю.

## Омінесан-дзі
Храм Омінесан-дзі є головним релігійним об'єктом гори Оміне і одним з найбільш важливих в сюгендо. Четверо воріт (Пробудження, Практики, Освіти і Нірвани), що розташовані навколо гори, покликані відокремлювати світ від місця культу, де проходять ритуали смерті й відродження.